# Zubacze
Zubacze (biał. Зубачы) – wieś w Polsce, położona w województwie podlaskim, w powiecie hajnowskim, w gminie Czeremcha.

## Opis
Wieś została założona w XV w. przez bojarski ród Tur-Zubackich. Z czasem przeszła w ręce Andrzeja Wojny. W XVII i XVIII w. należała do dóbr Sapiehów. Wieś magnacka położona była w końcu XVIII wieku w hrabstwie wysockim w powiecie brzeskolitewskim województwa brzeskolitewskiego. Od 1862 jej właścicielem był Tytus Pusłowski. 
W latach 1975–1998 miejscowość administracyjnie należała do województwa białostockiego.
Wieś jest siedzibą prawosławnej parafii Opieki Matki Bożej. Wierni kościoła rzymskokatolickiego należą do parafii Najświętszej Maryi Panny Królowej Polski w Czeremsze.

## Zabytki
- cerkiew pod wezwaniem Opieki Matki Bożej (parafialna) – wzniesiona w 1895, nr rej.: A-19 z 7 lutego 2001
- dzwonnica drewniana, nr rej.: j.w.
- cmentarz prawosławny założony w XIX w.[8], z cerkwią pod wezwaniem św. Mikołaja Cudotwórcy, nr rej.: j.w.